# Венц, Дэн
Дэн Венц (англ. Dan Wentz) — американский звуковой дизайнер и композитор, известный прежде всего как композитор серии игр Red Faction и Saints Row от компании Volition, Inc., штатным сотрудником которой Венц и является.

## Биография
Дэн Венц родился и вырос в США. Его карьера в игровой индустрии началась с компьютерной игры «Descent II», которая была разработана компанией Parallax Software и выпущена в 1995 году. Венц работал в составе Parallax Software и являлся композитором, звуковым дизайнером, 3D-модельером и дизайнером уровней. После «Descent II» последовали «Descent II – The Infinite Abyss» (1996) и «Descent Maximum» (1997), в которых Венц исполнял эти же обязанности; в «Descent Maximum» он уже числился ведущим дизайнером уровней.
В 1997 году Parallax Software была разделена на две отдельные компании — Volition, Inc. и Outrage Entertainment. Венц остался работать в первой и продолжает там работать до теперешнего времени (середина 2011 года). С этого момента он работал над всеми играми, разработанными Volition, Inc., на должности звукового дизайнера и композитора.
Первой заметной его работой стал саундтрек к шутеру 2001 года «Red Faction», который был высоко оценен игровыми журналистами за его инновационную технологию разрушаемого окружения.
Также высоко оценённой работой Венца стала работа над саундтреком к игре «Red Faction: Guerrilla», при написании которого он сотрудничал с оркестром Skywalker Symphony Orchestra. Данный саундтрек был высоко оценен многими обозревателями.

## Дискография
- Descent II (1995)
- Descent II – The Infinite Abyss (1996)
- Descent Maximum (1997)
- Freespace (1998)
- Freespace – Silent Threat (1998)
- Freespace 2 (1999)
- Summoner (2000)
- Red Faction (2001)
- Summoner 2 (2002)
- Red Faction II (2002)
- The Punisher (2005)
- Saints Row (2006)
- Saints Row 2 (2008)
- Red Faction: Guerrilla (2009)
- Overload (2018)